# Ilamnemacheilus
Genre
Ilamnemacheilus est un genre de poissons d'eau douce téléostéens de la famille des Nemacheilidae (ordre des Cypriniformes). Ce genre n'est représenté par aucune espèce depuis que Ilamnemacheilus longipinnis a été reclassée dans le genre Oxynoemacheilus sous le taxon Oxynoemacheilus longipinnis (Coad & Nalbant, 2005). Cette espèce de « loche franche », endémique de l'Iran, a été découverte dans la rivière Meymeh (qui faisait autrefois partie du système du Tigre et de l'Euphrate).

## Classification
Le nom valide complet (avec auteur) de ce taxon est Ilamnemacheilus Coad (d) & Nalbant, 2005.

## Publication originale
- (en) Brian W. Coad et Teodor T. Nalbant, « A new genus and a new species of a remarkable nemacheilid fish from Iran (Pisces: Ostariophysi: Nemacheilidae) », Travaux du Muséum National d'Histoire Naturelle “Grigore Antipa”, Roumanie, vol. 48,‎ 30 décembre 2005, p. 303-308 (ISSN 1223-2254, e-ISSN 2247-0735).